# Ліберті (Мен)
Ліберті (англ. Liberty) — місто (англ. town) в США, в окрузі Волдо штату Мен. Населення — 934 особи (2020).

## Демографія
Згідно з переписом 2010 року, у місті мешкало 913 осіб у 395 домогосподарствах у складі 259 родин. Було 718 помешкань
Расовий склад населення:
| - 97,3 % — білих - 0,7 % — корінних американців - 0,2 % — чорних або афроамериканців - 0,1 % — вихідців з тихоокеанських островів |

До двох чи більше рас належало 1,6 %. Частка іспаномовних становила 0,4 % від усіх жителів.
За віковим діапазоном населення розподілялося таким чином: 21,7 % — особи молодші 18 років, 63,6 % — особи у віці 18—64 років, 14,7 % — особи у віці 65 років та старші. Медіана віку мешканця становила 47,2 року. На 100 осіб жіночої статі у місті припадало 106,1 чоловіків;  на 100 жінок у віці від 18 років та старших — 99,7 чоловіків також старших 18 років.
Середній дохід на одне домашнє господарство  становив 50 492 долари США (медіана — 37 262), а середній дохід на одну сім'ю — 58 312 долари (медіана — 55 139). Медіана доходів становила 37 438 доларів для чоловіків та 31 591 долар для жінок. За межею бідності перебувало 17,9 % осіб, у тому числі 26,4 % дітей у віці до 18 років та 13,9 % осіб у віці 65 років та старших.
Цивільне працевлаштоване населення становило 414 осіб. Основні галузі зайнятості: освіта, охорона здоров'я та соціальна допомога — 26,3 %, роздрібна торгівля — 14,5 %, виробництво — 13,3 %.